# Eduard Otto Spangenberg
Eduard Otto Spangenberg (* 24. Mai 1813 in Blankensee, Kreis Randow; † 14. August 1886 in Trier) war ein deutscher Verwaltungsbeamter, Abgeordneter und Landrat.

## Herkunft
Eduard Spangenberg war ein Sohn des Pfarrers Ludwig Spangenberg und der Philippine Seil aus Blankensee in Pommern.

## Leben
Spangenberg besuchte zunächst das Marienstiftsgymnasium in Stettin und absolvierte im Anschluss von 1833 bis 1836 ein Studium der Rechts- und Kameralwissenschaften in Berlin. Am 24. Oktober 1836 nahm er seine erste gerichtliche Ausbildung als Auskultator beim Oberlandesgericht in Stettin an. Im Dezember 1838 wurde er erst Gerichtsreferendar und im Februar 1839 Regierungsreferendar, bevor er im Juli 1839 Verwalter der Magistratsdirigentenstelle in Greifenberg wurde. Im Dezember 1840 arbeitete er erneut als Regierungsreferendar in Stettin, bis er im Februar 1845 dort Regierungsassessor wurde und die gleiche Funktion ab Mai 1845 auch in Trier wahrnahm. Ab 1. April 1847 arbeitete er vertretungsweise in der Verwaltung des Landratsamtes Saarburg, das sich seit dem gleichen Jahr im Haus Warsberg befand.
Am 17. Dezember 1847 wechselte er wieder als Regierungsassessor zur Marienwerder’ Regierung, bevor er die gleiche Tätigkeit erneut in Trier wahrnahm. Ab dem Juni 1848 arbeitete er vertretungsweise in der Verwaltung des Landratsamtes St. Wendel und im September 1848 wurde er zum kommissarischen Landrat im Landkreis Trier ernannt, die am 4. Oktober 1850 in eine endgültige Bestallung umgewandelt wurde. Ab dem 1. November 1851 nahm er zusätzlich die kommissarische Verwaltung der Stadt Trier wahr. Nach 37 Jahren Tätigkeit als Landrat im Landkreis Trier wurde er am 1. Juli 1885 beurlaubt. Seinen Entlassschein (Dimissoriale) aus dem Dienst mit Wirkung zum 1. Januar 1886 erhielt er am 2. Dezember 1885.

## Politik
Von 1855 bis 1856 und von 1867 bis 1873 war er Mitglied im Preußischen Abgeordnetenhaus, wo er u. a. der Fraktion Büchtemann der Freikonservativen Partei angehörte.

## Ergänzende Biografie
Anlässlich eines in Trier zu erwartenden Besuchs des Königs von Preußen Friedrich Wilhelm IV. im Jahre 1852 erließ Spangenberg eine Zirkularverfügung, um die Bürgermeister des Kreises Trier auf das bevorstehende Ereignis vorzubereiten.
Im Rahmen des Kulturkampfes ließ Spangenberg den Trierer Bischof Matthias Eberhard am 6. März 1874, als bis dahin erst zweiten preußischen Bischof verhaften, der im Anschluss zu einer Geldstrafe von 130.000 Goldmark und neun Monaten Haft verurteilt wurde.

## Ehrungen
- Auszeichnung mit dem Roten Adlerorden 3. Klasse (18. Januar 1868)
- Ernennung zum Geheimen Regierungsrat (22. März 1875)
- Auszeichnung mit dem Kronen-Orden 2. Klasse (1886)

## Familie
Eduard Spangenberg war seit dem 29. September 1852 in Frankfurt am Main mit Caroline Sophie, geb. Siebert (1819–1883) verheiratet.